# Ивановский сельский совет (Высокопольский район)
Ивановский сельский совет (укр. Іванівська сільська рада) — упразднённая административная единица в составе Высокопольского района Херсонской области Украины.
Административный центр сельского совета находился в селе Ивановка.
В 2020 году упразднён и включён в состав Высокопольской поселковой общины.

## Населённые пункты совета
- с. Ивановка
- с. Николаевка